# 1850 en architecture
| Années de l'architecture : 1847 - 1848 - 1849 - 1850 - 1851 - 1852 - 1853    |
| Décennies de l'architecture : 1820 - 1830 - 1840 - 1850 - 1860 - 1870 - 1880 |

Cet article présente les faits marquants de l'année 1850 en architecture.

## Réalisations
- 5 mars : ouverture à la circulation du pont Britannia sur le détroit de Menai, construit par Robert Stephenson[1].

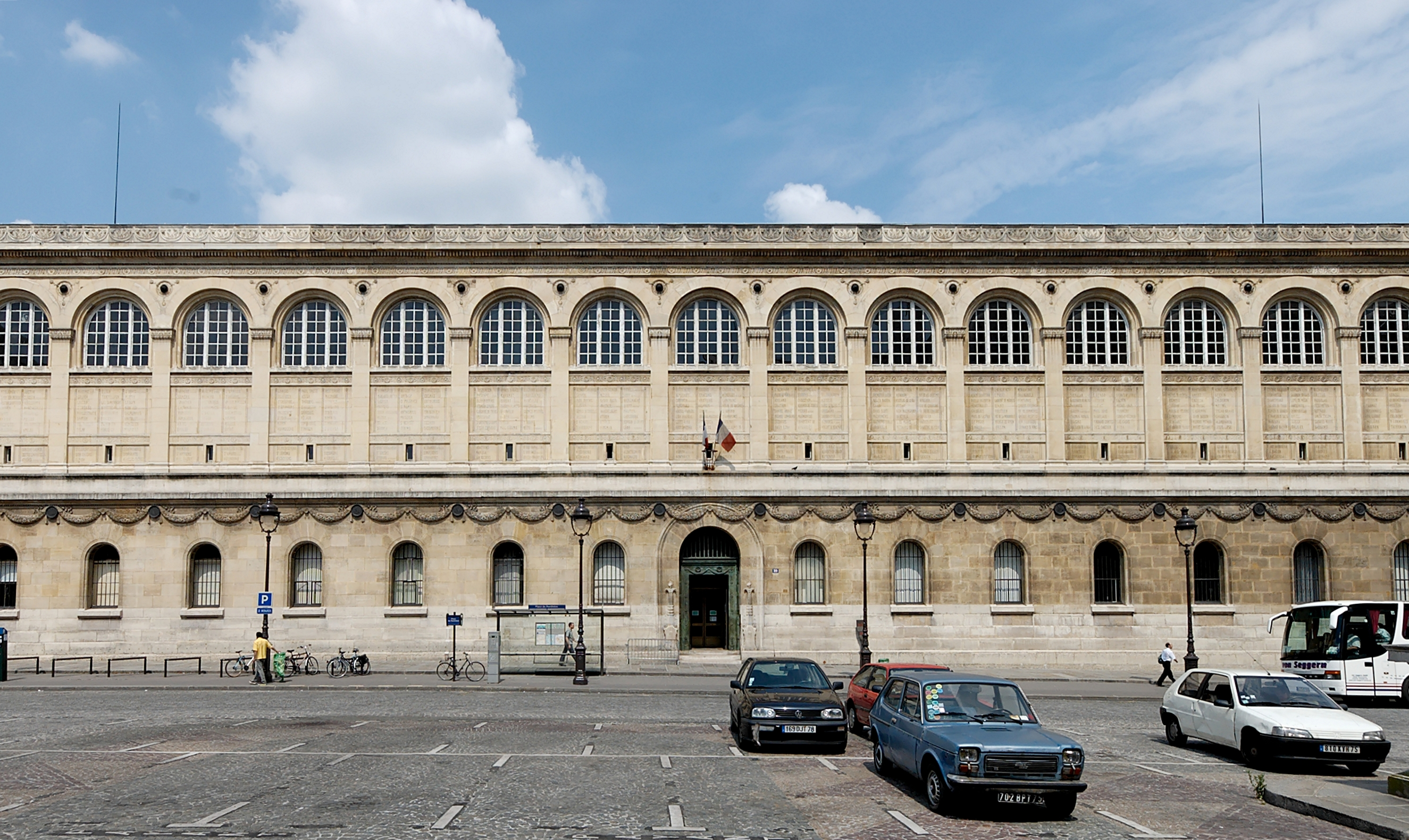
Bibliothèque Sainte-Geneviève

- Construction de la bibliothèque Sainte-Geneviève à Paris par Henri Labrouste.
- Entre 1850 et 1852 : Whiteside, Barnett and Co. Agricultural Works, complexe d'usine et d'entrepôt historique à Brockport aux États-Unis, représentatif du brownstone.

## Événements
- 7 mai : l'inventeur et architecte américain James Bogardus obtient un brevet pour un procédé d'architecture métallique[2].

## Récompenses
- Royal Gold Medal : Charles Barry.
- Prix de Rome : Louis-Victor Louvet.

## Naissances
- 10 janvier : John Wellborn Root († 15 janvier 1891).
- 17 février : Frank Darling († 19 mai 1923).
- 26 octobre : Georges Guyon († 25 février 1915).
- 4 novembre : Jules Bilmeyer, architecte belge († 13 juin 1920).
- 15 novembre : Victor Laloux, architecte français († 1937).
- 21 décembre : Lluís Domènech i Montaner († 27 décembre 1927).

## Décès
- François Debret (° 1777).